# St. John’s IceCaps
St. John’s IceCaps – kanadyjski klub hokejowy z siedzibą w St. John’s w prowincji Nowa Fundlandia i Labrador.
Pierwotnie został założony w 1994 jako Minnesota Moose w amerykańskim mieście Saint Paul. Dwa lata później dokonano przeniesienia zespołu do Winnipeg, gdzie powstał klub Manitoba Moose. Do 2001 roku zespół uczestniczył w rozgrywkach ligi IHL, zaś od 2001 do 2011 w lidze AHL. W połowie 2011 przeniesiono klub do St. John’s i przemianowano nazwę. Jednocześnie zrezygnowano z poprzedniej nazwy zespołu (Moose – pol. łoś), z uwagi na negatywne konotacje w tym regionie Kanady (duża liczba wypadków drogowych z udziałem tych zwierząt). W lipcu 2011 przyjęto obecną nazwę. Zespół był pierwszym klubem znajdującym się z siedzibą w St. John’s po sześcioletniej przerwie.
Drużyna była klubem farmerskim dla Winnipeg Jets w NHL w latach 2011–2015 oraz Montreal Canadiens 2015 – 2017. W 2015 Jets przenieśli swój klub do Winnipeg, gdzie działają jako Manitoba Moose. Canadiens przenieśli swój klub do Laval w 2017, gdzie działają jako Laval Rocket.

## Przebieg sezonów
W pierwszym sezonie rozgrywek zespół zdobył nagrodę Emile Francis Trophy dla najlepszej drużyn sezonu zasadniczego w dywizji atlantyckiej pokonując drugi Manchester Monarchs o 11 punktów. Wynik punktowy był trzecim wynikiem dywizji wschodniej. W fazie play-off zespół dotarł do przedostatniej rundy przegrywając w niej z mistrzem sezonu zasadniczego ligi AHL, a późniejszym zwycięzcą rozgrywek Norfolk Admirals w czterech spotkaniach serii. W drugim sezonie klubu sytuacja się odwróciła i z bilansem 72 oczek zajęła przedostatnie miejsce w konferencji wschodniej nie awansując do fazy playoff. W sezonie 2013/2014 zespół w sezonie zasadniczym zajął czwarte miejsce wśród drużyn konferencji wschodniej zdobywając największa liczbę punktów w historii zespołu poprawiając o 5 punktów wynik z pierwszego sezonu. W fazie play-off zespół dotarł do finału rywalizacji o Puchar Caldera pokonując po drodze Albany Devils, Norfolk Admirals oraz Wilkes-Barre/Scranton Penguins tym samym zdobywając Richard F. Canning Trophy. W finałowym spotkaniu zostali pokonani przez Texas Stars w pięciu spotkaniach.
| Sezon regularny | Sezon regularny | Sezon regularny | Sezon regularny | Sezon regularny | Sezon regularny | Sezon regularny | Sezon regularny | Sezon regularny      | Playoff                 | Playoff                 | Playoff                 | Playoff                 |
| Sezon           | M               | W               | P               | PDK             | Pkt             | G+              | G-              | Pozycja              | 1. runda                | 2. runda                | 3. runda                | Finał                   |
| --------------- | --------------- | --------------- | --------------- | --------------- | --------------- | --------------- | --------------- | -------------------- | ----------------------- | ----------------------- | ----------------------- | ----------------------- |
| 2011/12         | 76              | 43              | 25              | 8               | 94              | 240             | 216             | 1. miejsce, Atlantic | W, 3–1, SYR             | W, 4–3, WBS             | L, 0–4, NOR             | –                       |
| 2012/13         | 76              | 32              | 36              | 8               | 72              | 195             | 237             | 5. miejsce, Atlantic | Nie zakwalifikowali się | Nie zakwalifikowali się | Nie zakwalifikowali się | Nie zakwalifikowali się |
| 2013/14         | 76              | 46              | 23              | 7               | 99              | 258             | 207             | 2. miejsce, Atlantic | W, 3-1, ALB             | W, 4-2, NOR             | W, 4-2 WBS              | L, 1-4 TEX              |